# Streets of Blood
Pour plus de détails, voir Fiche technique et Distribution.
Streets of Blood est un film américain, sorti en 2009.

## Synopsis
À la Nouvelle Orléans, en 2005, deux officiers de police doivent faire face au chaos et à la délinquance qui succède au passage de l'ouragan Katrina.

## Fiche technique
- Titre original : Streets of Blood
- Réalisateur : Charles Winkler
- Scénaristes : Eugene Hess, Dennis Fanning
- Producteur : Irwin Winkler, Avi Lerner, Randall Emmett
- Pays d'origine :  États-Unis
- Langue : anglais
- Genre : drame, action
- Durée : 95 minutes
- Date de sortie : 
  -  États-Unis : 28 juillet 2009
  -  France : 12 juillet 2010 (DVD)

## Distribution
- Val Kilmer : Andy Devereaux
- Sharon Stone : Nina Ferraro
- Curtis "50 Cent" Jackson : Stan Johnson
- Michael Biehn : Agent Michael Brown
- Brian Presley : Barney Balentine